# 부언
부언(傅偃, ? ~ 기원전 122년)은 전한 중기의 제후로, 개국공신 부관의 후손이다.

## 생애
경제 4년(기원전 153년), 아버지 부칙의 뒤를 이어 양릉후(陽陵侯)에 봉해졌다.
원수 원년(기원전 122년), 회남왕 유안의 모반에 연루되어 주살되고 봉국은 폐지되었다.

## 출전
- 사마천, 《사기》 권18 고조공신후자연표·권98 부근괴성열전
- 반고, 《한서》 권16 고혜고후문공신표·권41 번역등관부근주전

| 선대 아버지 양릉공후 부칙 | 전한의 양릉후 기원전 153년 ~ 기원전 122년 | 후대 (봉국 폐지) |